# G.I. Joe: A Real American Hero
G.I. Joe: A Real American Hero (en España: G.I. Joe Héroes Internacionales; en México, Argentina y Venezuela: Comandos Heroicos G.I. Joe) fue una historieta publicada por Marvel Comics entre 1982 y 1994, basada en la línea de juguetes de acción del mismo nombre comercializada por Hasbro. G.I. Joe fue además el primer cómic publicitado en televisión, en lo que se ha conocido como un «punto crucial histórico de convergencia».

## Historia
La historia fue escrita casi en su totalidad por el guionista y dibujante Larry Hama y fue notable por su realismo, inusual en los cómics de la época. Hama escribió la serie de manera espontánea, sin saber cómo iba a terminar cada historia antes de su culminación, pero trabajó de cerca con los dibujantes y los entintadores, entregándoles bocetos de los personajes y escenarios. Aunque la mayor parte de las historias se centran en la batalla del equipo G.I. Joe contra las fuerzas del mal lideradas por el Comandante Cobra, muchas de ellas hacen énfasis en las relaciones interpersonales de los miembros del escuadrón. Hama creó la mayoría de personajes en colaboración con Hasbro, y usó el sistema de tarjetas para tener un registro de la personalidad de cada una de sus creaciones, las cuales se convirtieron en una de las claves para la venta masiva de las figuras de acción.
G.I. Joe fue la suscripción que mayores ventas produjo para Marvel en 1985, recibiendo cerca de 1200 cartas de fanáticos hasta 1987. También se le adjudica el hecho de obtener una nueva generación de lectores de historietas, pues muchos jóvenes y niños fueron introducidos al mundo del cómic por medio de G.I. Joe. El cómic ha sido reimpreso en varias ocasiones y traducido a múltiples idiomas. Se realizaron dos series de televisión animadas basadas en el cómic: una en 1985 y su secuela en 1989.